# وو داجینگ
وو داجینگ (چینی: 武大靖؛ زادهٔ ۲۴ ژوئیهٔ ۱۹۹۴) اسکیت‌باز سرعت اهل چین است.